# Battaglia di Lincoln (1217)
La battaglia di Lincoln del 1217, nota anche come seconda battaglia di Lincoln, avvenne presso il castello di Lincoln il 20 maggio dello stesso anno, durante la prima guerra dei baroni, tra le armate del futuro Luigi VIII di Francia e quelle di Enrico III d'Inghilterra.
Le forze francesi furono attaccate da quelle inglesi sotto il comando di Guglielmo il Maresciallo che ebbero il sopravvento, liberando il regno di Enrico III da un pericolo incombente e consegnando Guglielmo il Maresciallo alla leggenda.